# ジュ・トゥ・ヴー

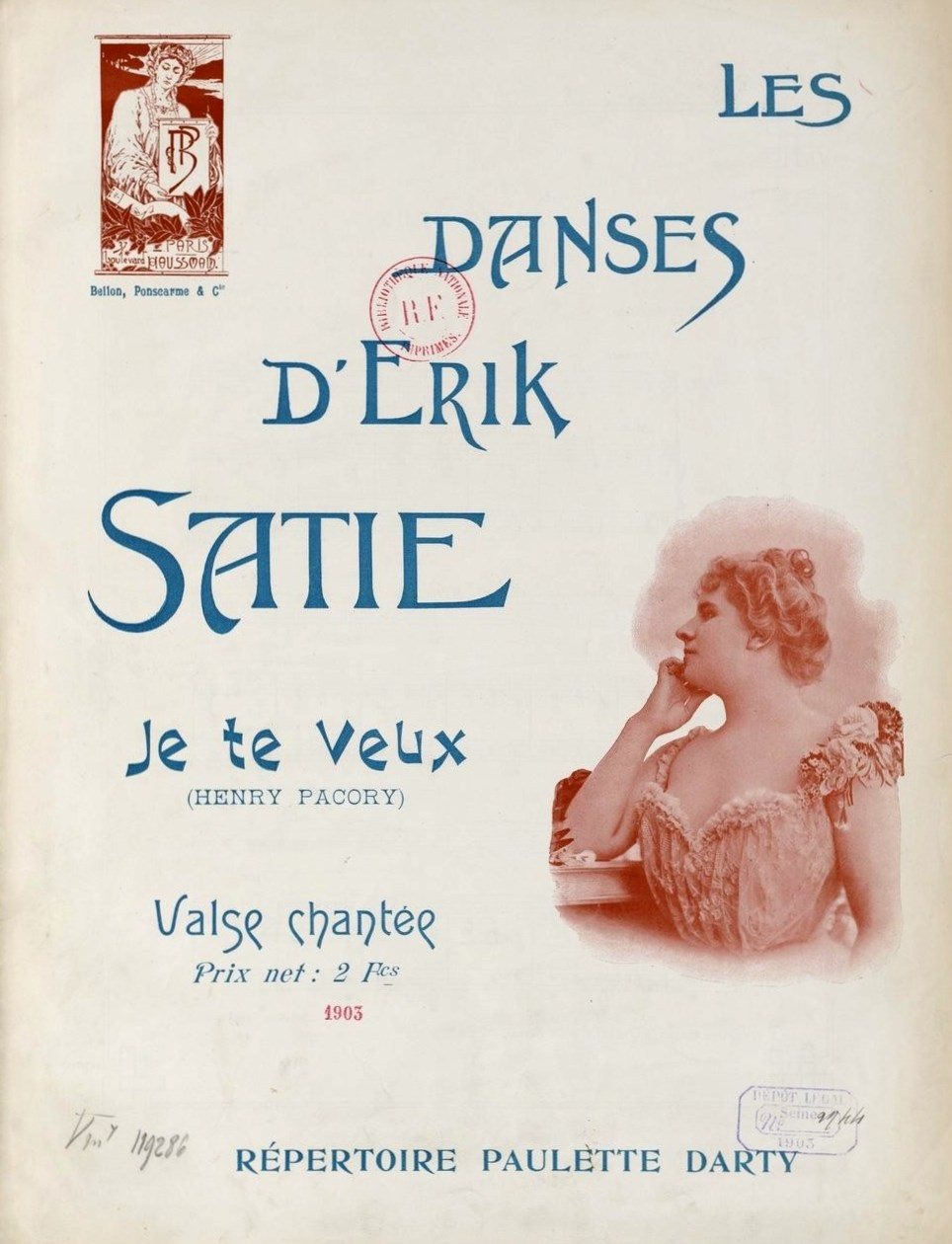
1903年の楽譜。

『ジュ・トゥ・ヴー』（仏：Je te veux）は、エリック・サティが1900年に作曲したシャンソン。歌詞はアンリ・パコーリによる。元々は歌曲集『ワルツと喫茶店の音楽』のうちの1曲とされているが、現在ではサティ自身によるピアノ独奏版でよく知られている。題名は日本語では「お前が欲しい」「あなたが大好き」など様々に訳されるが、原題のまま「ジュ・トゥ・ヴー」と呼ばれることも多い。“スロー・ワルツの女王”と呼ばれた人気シャンソン歌手ポーレット・ダルティのために書かれた。
日本ではコマーシャル曲やゲーム音楽に使われるなどして、サティの作品のうちでも人々に広く親しまれているものの一つである。

## 主な使用作品
- バイナリィランド（ハドソンのゲーム、PCG：1983年／FC：1985年）
- ACジャパン（テレビCM「家庭排水・人魚」、1991年 - 1992年）
- 実況おしゃべりパロディウス（KDEのゲーム、SFC：1995年／SS・PS：1996年／PSP：2007年）
- ぼくのなつやすみ2 海の冒険篇（ミレニアムキッチン制作・SCE発売のゲーム、PS2：2002年）
- 髙島屋（テレビCM「百貨店から百華店へ。」、2002年 - 2003年）
- クインテット（NHK教育テレビ、2003年 - 2013年）
- グランツーリスモ4（SCEのゲーム：PS2、2004年）
- 神々の黄昏（ALI PROJECTのアルバム、2005年）
- 涼宮ハルヒの消失（京都アニメーション制作のアニメ映画、2010年）
- きみの声をとどけたい（マッドハウス制作のアニメ映画、2017年）
- ノスタルジア（コナミアミューズメントのゲーム、AC：2017年）
- 恋するクラシック（BS日テレ、2018年 - ）
- セイコークロック（リズムのからくり時計）
- スーパーカブ（スタジオKAI制作のテレビアニメ、2021年）
- フロンクス（スズキのテレビCM、2024年 - ）